# Río Samaná Sur
El Río Samaná Sur es un río del centro de Colombia, nace en el Páramo de Sonsón, de la Cordillera Central, con un recorrido occidente-oriente, hasta verter sus aguas en el río La Miel y este a su vez desembocar en el río Magdalena.

## Afluentes
- La Paloma
- Negrito
- Venus,
- San Pedro
- Dulce
- Hondo
  - Entre otros

## División
- Antioquia
  - Sonsón Nacimiento
  - Nariño
  - Argelia
  - San Luis
- Caldas
  - Pensilvania
  - Samaná
  - Norcasia Desembocadura